# Moneen
Moneen ist eine Indierock / Punk-Band aus Brampton in Kanada. Der Name kann auch .moneen. geschrieben werden, wie er auf verschiedenen T-Shirts und Postern erscheint.

## Bandgeschichte
Die Band gründete sich 1999 nach der Auflösung der Band Perfectly Normal. Der ursprüngliche Bassist Mark Bowser wurde durch Chris Slorach ersetzt, der nach der Veröffentlichung von The Theory of Harmonial Value die Band verließ. Erik Hughes wurde später dauerhaft der Bassist der Band.
Moneen veröffentlichten ihre ersten zwei Alben auf Smallman Records und später auf Vagrant Records. Smallman Records verkauft ihre Alben immer noch in Kanada. 2005 veröffentlichten sie eine Split-EP mit Alexisonfire auf Dine Alone Records. Jede Band coverte hierbei zwei Songs der anderen und spielte einen eigenen Song ein. Ihr folgendes Album The Red Tree wurde in Deutschland am 2. Juni 2006 veröffentlicht.
2005 folgte der Regisseur Alex Liu der Band durch ihren Aufnahmeprozess ihres nächsten Albums, um ihn zu dokumentieren. Das Ergebnis ist auf der 2008 erschienenen DVD: The Moneen DVD: It All Started with a Red Stripe enthalten.
Anfang 2009 war die Band für mehrere Wochen im Studio, um ihr nächstes Album aufzunehmen („The World I Want to Leave Behind“).

## Diskografie

### Alben
- 2001: The Theory of Harmonial Value (Smallman Records)
- 2003: Are We Really Happy With Who We Are Right Now? (Vagrant Records)
- 2006: The Red Tree (Vagrant Records)
- 2009: The World I Want to Leave Behind (Dine Alone/Soulfood)

### EPs
- 1999: Smaller Chairs for the Early 1900s (Smallman Records)
- 2005: The Switcheroo Series: Alexisonfire vs. Moneen (Dine Alone Records)
- 2006: Saying Something You Have Already Said Before (Vagrant Records)